# Lijst van best bezochte musea in Nederland
De lijst met de best bezochte musea van Nederland toont de musea met de hoogste bezoekersaantallen in Nederland. Alle musea op de lijst hadden minimaal 250.000 bezoekers. Veertien van deze musea bevinden zich in Amsterdam.
| Volgorde | Museum                                     | Stad             | Bezoekersaantal | Jaar | Afbeelding |
| -------- | ------------------------------------------ | ---------------- | --------------- | ---- | ---------- |
| 1        | Rijksmuseum                                | Amsterdam        | 2.700.000       | 2023 |            |
| 2        | Van Gogh Museum                            | Amsterdam        | 2.100.000       | 2019 |            |
| 3        | Anne Frank Huis                            | Amsterdam        | 1.300.000       | 2019 |            |
| 4        | Zaanse Schans                              | Zaandam          | 2.219.371       | 2017 |            |
| 5        | Sexmuseum                                  | Amsterdam        | 780.210         | 2017 |            |
| 6        | EYE Filmmuseum                             | Amsterdam        | 711.000         | 2016 |            |
| 7        | Stedelijk Museum                           | Amsterdam        | 670.000         | 2019 |            |
| 8        | NEMO Science Museum                        | Amsterdam        | 670.000         | 2019 |            |
| 9        | Kunstmuseum                                | Den Haag         | 545.000         | 2017 |            |
| 10       | Nederlands Openluchtmuseum                 | Arnhem           | 535.000         | 2017 |            |
| 11       | Het Noordbrabants Museum                   | 's-Hertogenbosch | 510.000         | 2016 |            |
| 12       | H'ART Museum (v/h Hermitage Amsterdam)     | Amsterdam        | 503.000         | 2017 |            |
| 13       | Amsterdam Museum                           | Amsterdam        | 475.000         | 2017 |            |
| 14       | Het Spoorwegmuseum                         | Utrecht          | 440.000         | 2017 |            |
| 15       | Mauritshuis                                | Den Haag         | 417.227         | 2017 |            |
| 16       | Naturalis Biodiversity Center              | Leiden           | 400.000         | 2016 |            |
| 17       | Moco Museum                                | Amsterdam        | 404.404         | 2017 |            |
| 18       | Museum of Prostitution - Red Light Secrets | Amsterdam        | 398.000         | 2017 |            |
| 19       | Paleis Het Loo                             | Apeldoorn        | 393.152         | 2017 |            |
| 20       | Body Worlds                                | Amsterdam        | 381.000         | 2017 |            |
| 21       | Joods Cultureel Kwartier                   | Amsterdam        | 370.000         | 2017 |            |
| 22       | Kröller-Müller Museum                      | Otterlo          | 352.581         | 2017 |            |
| 23       | Het Scheepvaartmuseum                      | Amsterdam        | 348.000         | 2017 |            |
| 24       | Singer Laren                               | Laren            | 330.000         | 2023 |            |
| 25       | Museum Boijmans Van Beuningen              | Rotterdam        | 315.000         | 2017 |            |
| 26       | Museon-Omniversum                          | Den Haag         | 310.000         | 2023 |            |
| 27       | Centraal Museum                            | Utrecht          | 310.000         | 2017 |            |
| 28       | Museum de Fundatie                         | Zwolle           | 285.000         | 2016 |            |
| 29       | Kasteel De Haar                            | Utrecht          | 280.000         | 2017 |            |
| 30       | Rembrandthuis                              | Amsterdam        | 265.000         | 2017 |            |
| 31       | Paleis op de Dam                           | Amsterdam        | 258.000         | 2017 |            |